# Vlag van Guanacaste

Vlag van Guanacaste

De vlag van Guanacaste bestaat uit drie horizontale banen in de kleuren blauw, wit en groen, met daaroverheen aan de hijszijde een rode driehoek.
Het groen staat voor de pampa's in deze Costa Ricaanse provincie. De kleuren rood, wit en blauw zijn afgeleid van de vlag van Costa Rica; daarnaast staat het rood voor de moed, vrolijkheid en harten van de inwoners van Guanacaste, het blauw verwijst naar de hemel boven de provincie en het wit naar vrede en vruchtbaarheid.
De Partido Guanacaste Independiente, een politieke partij die voor een onafhankelijk Guanacaste pleit, voert dezelfde vlag, maar dan met elf gele sterren als een verwijzing naar de elf kantons waarin de provincie is ingedeeld.